# Tom Clancy's Rainbow Six Siege
Tom Clancy’s Rainbow Six Siege (з англ. Веселка 6: Облога), в українській локалізації відома, як Tom Clancy’s Rainbow Six: Облога — тактичний шутер від першої особи, розроблений та опублікований компанією Ubisoft в Монреалі для Microsoft Windows, Xbox One і PlayStation 4.
Гра була анонсована Ubisoft 9 червня 2014 на E3, a реліз відбувся 1 грудня 2015 року. Проект став наступником закритого проекту Patriots. У геймплеї зроблений нахил на можливість руйнувати оточення в тактичну взаємодію гравців.

## Геймплей
В основі ігрового процесу лежать напружені асиметричні бої між штурмовими загонами і стороною, що захищається, в умовах обмеженого простору. Локації в грі складаються з багаторівневого об'єкта (будівлі або, наприклад, літака), всередині якого знаходяться сторона захисту, і простору навколо нього, де починають бій штурмовики.
Руйнування лежить в основі ігрової механіки гри. Навколишні об'єкти виконані максимально реалістично, ступінь пошкодження залежить від калібру використовуваних гравцями куль або від сукупної потужності закладеної вибухівки. Стіни (які не є несучими) можна руйнувати, створюючи нові вогневі позиції, в підлозі і стелі можна зробити пролом і використовувати її як новий прохід. Оптимальне використання можливостей руйнування часто стає запорукою перемоги. Захисники можуть обмежити можливості атакуючих до руйнування, використовуючи комплекти для посилення стін.
Основний режим гри - розрахований на багатокористувацьку гру: звичайний або рейтинговий. За гри в останньому режимі гравцеві присвоюється певне звання, а такі параметри як співвідношення вбивств / смертей і перемог / поразок заносяться в його профіль, який відображається в грі. Бої відбуваються в форматі 5х5, де проти один одного борються оперативники спецпідрозділів з команд атаки і захисту. У грі є так звані «Операції» - набір з 10 коротких однокористувацьких місій, які навчають гравця основам гри, а також знайомлять з деякими оперативниками.
Також в гру повернувся знайомий для фанатів серії Rainbow Six режим «Антитерор». У нього можна грати одному або з друзями (до 5 осіб у групі). Завданням гравців є виконання завдання (оборона або атака. Їм протистоять противники під управлінням ігрового штучного інтелекту,так звані боти, яких на карті більше, ніж самих гравців. Гра використовує довільні поєднання режимів, карт, часу доби, а також завдань, місць проведення операцій і налаштувань укріплень, щоб кожен раз створювати для гравців унікальні умови.

## Мережеві режими
"Заручник": штурмовий загін повинен виявити і вивести заручника з будівлі. Захисники повинні перешкодити цьому, встановлюючи барикади і пастки.
"Захоплення позиції": штурмовий загін повинен виявити кімнату, в якій знаходиться хімконтейнер і утримувати її, не допускаючи в неї противника, залишаючись усередині протягом 10 секунд.
"Заряд": штурмовий загін знаходить один з двох зарядів і пускає в хід деактиватор, розташувати,який потрібно в цьому ж приміщенні. Штурмовий загін виграє раунд, якщо їм вдалося знешкодити заряд або знищити команду суперника. Цей режим єдиний, який використовується для кіберспортивних змагань.

## Оперативники
Крім новобранців, що не володіють особливим військовим спорядженням, у кожного підрозділу є особливі оперативники з унікальними пристосуваннями - для захисту і нападу. На даний момент для гри доступні наведені нижче оперативники:
Новобранці — бійці з п'яти підрозділів основного складу (GIGN, FBI SWAT, GSG-9, SAS, Спецназу). Не мають спеціальних пристроїв, замість пристроїв вони можуть взяти додатковий елемент спорядження. Бійці отримують озброєння, що є в чинних оперативників атаки або захисту, але без можливості його кастомізації. Новачкам захисту видається всього один комплект для посилення стіни (у чинних оперативників їх 2).
| Ім'я (англ.)           | Ім'я (укр.)             | Позивний    | Роль   | Спецпідрозділ                            | Країна                  | Опис |
| ---------------------- | ----------------------- | ----------- | ------ | ---------------------------------------- | ----------------------- | --- |
| Emmanuelle Pichon      | Еммануель Пішон         | Twitch      | Атака  | GIGN                                     | Франція                 | Володіє особливим «Шок-ботом», оснащеним електрошокером, який здатний виводити з ладу електронні пристрої і завдавати шкоди ворогам. |
| Gilles Touré           | Жиль Туре               | Montagne    | Атака  | GIGN                                     | Франція                 | Володіє особливим розсувним щитом «Скеля», що може закрити оперативника, який стоїть у повний зріст. |
| Julien Nizan           | Жульєн Нізан            | Rook        | Захист | GIGN                                     | Франція                 | Володіє сумкою з керамічними бронепластинами «Носоріг», які надають оперативнику при отриманні важкого поранення можливість повернутися в стрій. Пластини може підібрати будь-який гравець, навіть з команди суперника. |
| Gustave Kateb          | Гюстав Катеб            | Doc         | Захист | GIGN                                     | Франція                 | Має пневматичний пістолет-стимулятор, що дає можливість частково компенсувати показник здоров'я, або моментально підняти на ноги себе або пораненого союзника на відстані. |
| Eliza Cohen            | Еліза Коен              | Ash         | Атака  | FBI SWAT                                 | США                     | Озброєна специфічним гранатометом з пробивним снарядом, що дозволяє моментально пробити неукріплену поверхню на відстані. |
| Jordan Trace           | Джордан Трейс           | Thermite    | Атака  | FBI SWAT                                 | США                     | Використовує спеціальний пробивний заряд «Сірка», здатний зруйнувати укріплені гравцями поверхні. |
| Jack Estrada           | Джек Естрада            | Pulse       | Захист | FBI SWAT                                 | США                     | Має в спорядженні особливий пристрій - «Датчик серцебиття», за допомогою чого може на невеликій відстані через перешкоди,уловлювати серцебиття ворога. |
| Miles Campbell         | Майлз Кемпбелл          | Castle      | Захист | FBI SWAT                                 | США                     | Використовує гаджет «Бронепанель», яким може перекрити вхід у вікна та дверний отвір. Оперативник має у комплекті 4 бронепанелі, гаджет руйнується за 9 ударів або миттєво руйнується вибухівкою. |
| Monika Weiss           | Моніка Вайс             | IQ          | Атака  | GSG 9                                    | Німеччина               | Володіє спеціальним пристроєм ДДЕ (Дистанційний Детектор Електроніки) «Спектр», що дозволяє виявляти електричні гаджети крізь стіни. |
| Elias Kötz             | Еліас Кец               | Blitz       | Атака  | GSG 9                                    | Німеччина               | Володіє особливим щитом «Спалах» зі трьома світловими панелями, дія якої можна порівняти з дією світлошумової гранати. |
| Dominic Brunsmeier     | Домінік Брунсмаєр       | Bandit      | Захист | GSG 9                                    | Німеччина               | Використовує портативний акумулятор «УПС-1» для того, щоб пускати струм на посилені стіни, колючий дріт і стаціонарні щити інших оперативників. Після цього вони завдають шкоди оперативникам і знищують електроніку при контакті. |
| Marius Streicher       | Маріус Штрайхер         | Jäger       | Захист | GSG 9                                    | Німеччина               | Встановлює систему відбиття гранат (СВГ) «Сорока», здатну знищувати ворожі гранати: бойові, шумові, димові, касетні гранати, пробивні снаряди оперативника «Ash», заряди оперативника «Hibana» та інші. Кожен ґаджет має всього два заряди. |
| Mike Baker             | Майк Бейкер             | Thatcher    | Атака  | SAS                                      | Велика Британія         | Використовує ЕМІ-гранати, які виводять з ладу будь-яку електроніку (включаючи коліматорні приціли, ЛЦВ, датчик пульсу оперативника «Pulse» та маскування оперативника «Vigil»). |
| Seamus Cowden          | Шеймус Коуден           | Sledge      | Атака  | SAS                                      | Велика Британія         | Озброєний кувалдою, за допомогою якої він може руйнувати всі неукріплені поверхні, а також колючий дріт за один удар. |
| Mark Chandar           | Марк Чандер             | Mute        | Захист | SAS                                      | Велика Британія         | Його ґаджет - генератор перешкод, що блокує роботу електроніки: розвідувальних дронів, запуску пробивних та касетних зарядів, вібраційних дзвінків оперативниці «Dokkaebi», імпульсів дрона оперативника «Lion» і світлові панелі оперативника «Blitz». |
| James Porter           | Джеймс Портер           | Smoke       | Захист | SAS                                      | Велика Британія         | Озброєний балонами з отруйним газом «Реагент Z8», які активовуються дистанційно. |
| Shuhrat Kessikbayev    | Шухрат Кесікбаєв        | Fuze        | Атака  | Спецназ                                  | Росія                   | Може ставити на двері, неукріплені та укріплені стіни, підлогу, люки і вікна касетний заряд «Матрьошка», що віялом випускає на іншу сторону 5 невеликих касетних гранат. |
| Timur Glazkov          | Тимур Глазков           | Glaz        | Атака  | Спецназ                                  | Росія                   | Використовує снайперську гвинтівку СВУ АС з відкидним оптичним прицілом з вбудованим тепловізором, що дозволяє бачити крізь димову завісу. Один з двох оперативників (разом з Kali) здатних пробивати вікна літака на карті «Борт номер один» і стріляти крізь особливу панель оперативника «Castle». |
| Alexsandr Senaviev     | Олександр Сенав'єв      | Tachankin   | Захист | Спецназ                                  | Росія                   | Має гранатомет «Шуміха», що стріляє запальними боєприпасами. |
| Maxim Basuda           | Максим Басуда           | Kapkan      | Захист | Спецназ                                  | Росія                   | Розставляє «Капкани» - вибухові пастки з лазерним датчиком в дверних або віконних отворах. При контакті суперника з лазером, механізм завдає значної, але не летальної шкоди (останнє залежить від висоти кріплення гаджету). |
| Sébastien Côté         | Себастьян Коте          | Buck        | Атака  | JTF2                                     | Канада                  | Має на гвинтівці підствольний дробовик. |
| Tina Lin Tsang         | Тіна Лінь Цзань         | Frost       | Захист | JTF2                                     | Канада                  | Використовує спеціальний механічний капкан, що має назву «Сильце», моментально валить з ніг суперника, але не вбиває його. |
| Craig Jenson           | Крейґ Дженсон           | Blackbeard  | Атака  | Navy SEAL                                | США                     | Використовує навісний куленепробивний щит, встановлений на зброю, який захищає голову при прицілюванні.. |
| Meghan J. Castellano   | Меган Джей Кастельяно   | Valkyrie    | Захист | Navy SEAL                                | США                     | Озброєна трьома камерами «Око» на липучках, які може використовувати будь-який член команди. |
| Vincente Souza         | Вінсент Суза            | Capitão     | Атака  | BOPE                                     | Бразилія                | Володіє арбалетом зі спеціальними стрілами, які оснащені димовими шашками або стрілами з запальною сумішшю. |
| Taina Pereira          | Таїна Перейра           | Caveira     | Захист | BOPE                                     | Бразилія                | Може допитувати важкопораненого ворога, щоб дізнатися місце розташування інших ворогів. Її спецздібностями є беззвучне пересування протягом короткого періоду часу. Під час дії цієї здатності вона може використовувати тільки свій спеціальний пістолет з глушником «Luison», який майже не видає звуку стрільби.                                                                                               |
| Yumiko Imagawa         | Юміко Імаґава           | Hibana      | Атака  | SAT                                      | Японія                  | Озброєна спеціальним гранатометом «Ікс-Кайрос», що стріляє шістьма набоями, здатними утворити невеликий отвір навіть в укріпленій стіні. |
| Masaru Enatsu          | Масару Енацу            | Echo        | Захист | SAT                                      | Японія                  | Володіє особливим дроном «Йокай» - невеликим квадрокоптером, який здатний пересуватися по землі і злітати до стелі, де дрон переходить в режим вартового. З такого положення він може дезорієнтувати суперників звуковою хвилею. |
| Ryad Ramírez Al-Hassar | Ріяд Рамірес Аль-Хассар | Jackal      | Атака  | GEO                                      | Іспанія                 | Має на шоломі пристрій «EyeNox», що дозволяє відстежувати місце розташування ворога по залишених слідах. |
| Elena Maria Alvarez    | Єлена Марія Альварес    | Mira        | Захист | GEO                                      | Іспанія                 | Може встановлювати на стіни куленепробивне дзеркало Гезелла, через яке вона може спостерігати за ворогами. Дзеркало можна розбити, знищивши балон під ним, або вдарити прикладом. |
| Siu Mei Lin            | Сю Мей Лінь             | Ying        | Атака  | SDU                                      | Гонконг                 | Використовує касетну світлошумову гранату «Candela», яку, крім простого кидка, можна використовувати так само, як пристрій оперативника «Fuze», або закотити під двері. Завдяки спеціальним окулярам, вона несприйнятлива до ефектів своєї гранати (але вразлива для ефектів інших світлошумових гранат). |
| Liu Tze Long           | Лю Зе Лун               | Lesion      | Захист | SDU                                      | Гонконг                 | Може ставити міни «Gu», які при спрацьовуванні вистрілюють отруйними шипами. Шипи уповільнюють ворога і поступово завдають шкоди здоров'ю, поки той не вийме шип вручну. |
| Zofia Bosak            | Зофія Босак             | Zofia       | Атака  | GROM                                     | Польща                  | Має в спорядженні двоствольний гранатомет як з пробивними, так і з світло-шумовими боєприпасами. |
| Elzbieta Bosak         | Ельжбета Босак          | Ela         | Захист | GROM                                     | Польща                  | Озброєна дезорієнтуючими мінами-липучками «Грім», які приголомшують противника на короткий час. |
| Grace Nam              | Грейс Нам               | Dokkaebi    | Атака  | 707 SMB                                  | Південна Корея          | Має здібність зламувати всі телефони команди суперника і видавати їх розташування гучною вібрацією. Щоб вимкнути звук дзвінка ворогам потрібно зробити процедуру його відключення. Якщо Грейс знаходить телефон вбитого ворога, то через нього атакуюча команда отримує доступ до всіх камер захисників. Але телефон ворога не можна зламати, якщо він знаходиться в зоні глушіння сигналів оперативником «Mute». |
| Chul Kyung Hwa         | Чуль Кунг Ва            | Vigil       | Захист | 707 SMB                                  | Південна Корея          | Може ставати невидимим для камер, завдяки використанню пристрою ЕМП-7(Електронний маскувальний пристрій-7). Однак у найближчих до нього пристроїв виникають перешкоди, які повідомляють про його присутності в радіусі 10-15 метрів. Також його може помітити оперативник «IQ» за допомогою свого датчика електроніки. Оперативник «Thatcher» своєї ЕМІ-гранатою здатний відключити його пристрій на деякий час.  |
| Valeria Melnikova      | Валерія Мельникова      | Finka       | Атака  | CBRN (формально Спецназ)                 | Росія                   | Перед боєм робить кожному члену команди ін'єкцію наноботів, за допомогою яких може ненадовго посилювати союзників на невелику кількість здоров'я, підвищувати контроль віддачі і швидкість пересування по колючому дроті, а також на необмеженій відстані привести в боєздатний стан оперативників (у тому числі саму себе), які отримали важке поранення.                                                        |
| Olivier Flament        | Олів'є Фламан           | Lion        | Атака  | CBRN (формально GIGN)                    | Франція                 | Може використовувати дрон «EE-One-D» для виявлення ворогів у всій зоні проведення операції. Дрон не виявляє ворога, якщо той нерухомий, чи сидить у зоні глушіння сигналів оперативником «Mute». |
| Aria de Luca           | Арія де Лука            | Alibi       | Захист | GIS                                      | Італія                  | Може використовувати голограми для відволікання суперника. При стрільбі по голограмі або при контакті з нею (в тому числі за допомогою бота) суперник видає своє точне місце розташування. |
| Adriano Martello       | Адріано Мартелло        | Maestro     | Захист | GIS                                      | Італія                  | Озброєний куленепробивною камерою «Око Зла» з мініатюрною лазерною гарматою. |
| Morowa Evans           | Морова Еванс            | Clash       | Захист | MPS                                      | Велика Британія         | Озброєна щитом ЩЕС (щит електрошоковий стримуючий), здатним сповільнювати ворожих гравців і наносити їм шкоду. При цьому, на відміну від шок-бота оперативника Twitch, електрошок щита не діє на електронні пристрої. |
| Erik Thorn             | Ерік Торн               | Maverick    | Атака  | Delta Force                              | США                     | Озброєний газовим пальником, за допомогою якого можна прорізати стіни. |
| Jalal El Fassi         | Джаляль Ель-Фасса       | Kaid        | Захист | GIGR                                     | Марокко                 | Озброєний пристроєм «Rtila»,який здатний проводити струм на посилені стіни і люки, колючий дріт і стаціонарні щити. На відміну від «УПС-1» оперативника «Bandit», Rtila можна бути прикріплена до будь-якої поверхні. |
| Sanaa El Maktoub       | Сана Ель-Мактуб         | Nomad       | Атака  | GIGR                                     | Марокко                 | Озброєна спеціальними пусковими зарядами «Airjab», які здатні збивати з ніг суперників. |
| Tori Tallyo Fairous    | Торі Тальо Фейрус       | Gridlock    | Атака  | SASR                                     | Австралія               | Особливий гаджет - шипи «Trax». З самого початку створені для припинення погоні,завдяки цьому пристрою,групі стане простіше контролювати захоплені позиції. |
| Max Goose              | Макс Гуз                | Mozzie      | Захист | SASR                                     | Австралія               | Особливий гаджет «Паразит» - пристрій,за допомогою якого має можливість захоплювати дрони атакуючих. Всього є можливість захопити трьох дронів. |
| Karina Gaarddhøje      | Каріна Гаарддхьоже      | Nøkk        | Атака  | Jaeger Corps                             | Данія                   | Особливий гаджет «ХЕЛЬ» - пристрій, що встановлюється на рукавичку, який при активації знижує рівень шуму і приховує зображення оперативника від ворожих розвідувальних пристроїв. |
| Collinn McKinley       | Колін Маккінлі          | Warden      | Захист | Secret Service                           | США                     | Особливий гаджет «Glance» - розумні окуляри, яку дають оперативнику можливість бачити крізь дим і несприйнятливість до засліплення від світлошумових гранат, касетних зарядів Candela оперативника Ying та ламп на щиті «Спалах» оперативника Blitz. |
| Azucena Rocio Quispe   | Асусена Росіо Кіспе     | Amaru       | Атака  | APCA                                     | Перу                    | Особливим гаджетом у оперативника є гарпун, за допомогою якого Amaru здатна чіплятися за вікна, відкриті люки та дах. Всього за раунд вона може використовувати цей гаджет 4 рази. У момент використання гарпуна Amaru не може діставати зброю. Можливість дістати зброю вона отримує вже після приземлення на місце.                                                                                             |
| César Ruiz Hernández   | Сесар Руїз Ернандес     | Goyo        | Захист | FES                                      | Мексика                 | Особливим гаджетом Goyo є бак із запальною сумішшю «Вулкан», Якщо вистрілити по баку з цією сумішшю(або зачепити його вибухівкою) станеться вибух, і вся суміш виявиться на підлозі. |
| Jaimini Kalimohan Shah | Джайміні Калімохан Шах  | Kali        | Атака  | Приватна військова компанія "NIGHTHAVEN" | Індія                   | Особлива зброя - снайперська болтова гвинтівка CSRX 300, яка може пробити наскрізь безліч стіни, що руйнуються, і зруйнувати барикади на вікнах і дверях одним пострілом. Одна з двох оперативників(разом із оперативником Glaz), здатних пробивати вікна на карті «Борт номер один». |
| Ngũgĩ Muchoki Furaha   | Нгугі Мучокі Фураха     | Wamai       | Захист | Приватна військова компанія "NIGHTHAVEN" | Кенія                   | Особливий гаджет оперативника Wamai - система «Маг-НЕТ», по суті, потужний електромагніт, що перехоплює і перенаправляє снаряди. Це може бути використано стратегічно, щоб використовувати метальні снаряди атакуючих проти них самих. |
| Nienke Meijer          | Нінке Мейер             | Iana        | Атака  | REU                                      | Нідерланди              | Реплікатор «Двійник» - пристрій, що створює керовану голограму оперативника Iana, яка переміщається і видає реалістичні звуки, але не може стріляти, битися і використовувати додаткові пристрої. |
| Saif Al Hadid          | Саїф аль-Хадід          | Oryx        | Захист | GIGR (неофіційно)                        | Йорданія                | Особлива навичка — ривок «Спис», що дозволяє оперативнику ефективно переміщатися по будівлі і долати короткі дистанції з неймовірною швидкістю. За допомогою цієї навички у також можна збивати ворогів зі щитами з ніг і створювати проломи стінах, що руйнуються. Також він має здібність до проникнення на інші поверхи через зламані люки                                                                     |
| Håvard Haugland        | Ховард Гауґланн         | Ace         | Атака  | Приватна військова компанія "NIGHTHAVEN" | Норвегія                | Особливий гаджет «S.E.L.M.A.» - заряд, здатний пробивати укріплені та неукріплені стіни та люки. |
| Thandiwe Ndlovu        | Тандіве Ндлову          | Melusi      | Захист | ITF                                      | ПАР                     | Особливий гаджет «Банші» - пристрій, що сповільнює ворогів у радіусі дії. |
| Samuel Leo Fisher      | Семюель Лео Фішер       | Zero        | Атака  | ROS                                      | США                     | Особливий гаджет «АРГУС» - пусковий пристрій, що являє собою двобічну камеру яку можна пострілом прикріпити до стін чи стель. Також пристрій може стріляти лазерним променем, щоб знищувати пристрої ворогів. |
| Apha Tawanroong        | Апха Таванрунг          | Aruni       | Захист | Приватна військова компанія "NIGHTHAVEN" | Таїланд                 | Особливий гаджет «Сур'я» - незнищенна лазерна сітка, яка може встановлюватися на двері чи вікна. «Сур'я» завдає шкоди ворогу і знищує будь-які вибухові пристрої, але після цього вимикається. Ввімкнути її можна шляхом пострілу в гаджет. Також має протез руки, яким можна пробивати неукріплені стіни. |
| Santiago Lucero        | Сантьяго Луцеро         | Flores      | Атака  | Незалежний оперативник (формально FBI)   | Аргентина               | Особливий гаджет «Спритник» - вибуховий дрон, здатний підривати ворогів чи їх пристрої. |
| Mina Sky               | Міна Скай               | Thunderbird | Захист | STAR-NET Aviation                        | Канада                  | Особливий гаджет «Kóna» - стаціонарний дрон с кульками, наповненими лікувальною сумішшю. |
| Anja Katarina Janković | Аня Катаріна Янкович    | Osa         | Атака  | Приватна військова компанія "NIGHTHAVEN" | Хорватія                | Особливий гаджет «Talon-8» - переносний прозорий куленепробивний щит, що можна розміщувати як на відкритому просторі, так і у вікнах та дверях. |
| Brianna Skehan         | Бріанна Скехан          | Thorn       | Захист | Ґарда Сіхана                             | Ірландія                | Особливий гаджет «Razorbloom Shell» - осколкова граната, яку можна закріпити у будь якій точці приміщення. |
| Kana Fujiwara          | Кана Фуджівара          | Azami       | Захист | Незалежний оперативник (формально SAT)   | Японія                  | Особливий гаджет «Kiba» - кунай, який при контакті з поверхнею випускає спецрідину, що затвердіває та утворює бар'єр. |
| Néon Ngoma Mutombo     | Неон Нгома Мутомбо      | Sens        | Атака  | SFG                                      | Бельгія                 | Особливий гаджет «ROU проектор» - пристрій, який котиться у заданому напрямку і створює стіну зі світла, яка приховує оперативників і видає місцезнаходження супротивника, який проходить крізь цю стіну. |
| Charlie Tho Keng Boon  | Чарлі Тхо Кен Бун       | Grim        | Атака  | Приватна військова компанія "NIGHTHAVEN" | Сінгапур                | Особливий гаджет «Вулик Каван» - пусковий пристрій, що являє собою контейнер з мікроботами, який вистрілюється з спецустановки. Коли пристрій опиняється на землі з контейнера вилітають мікроботи які фіксують присутність будь-якого супротивника, що пройде крізь них. |
| Ana Valentina Diaz     | Ана Валентіна Діас      | Solis       | Захист | AFEAU                                    | Колумбія                | Особливий гаджет детектор електроніки «SPEC-IO» - пристрій, що являє собою окуляри доповненої реальності, який активується через наручний активатор і сканує приміщення на наявність електронних пристроїв ворога. Засікши електроніку, оперативниця може це відсканувати і передати інформацію іншим членам команди.                                                                                             |
| Nayara Cardoso         | Наяра Кардосо           | Brava       | Атака  | COT                                      | Бразилія                | Особливий гаджет дрон «Kludge» - дрон, здатний знищувати чи зламувати пристрої ворога, обертаючи їх проти самих ворогів. Якщо оперативник захисту Mozzie зможе зламати цього дрона, він зможе обертати пристрої проти атакуючих. |
| Emil Svensson          | Еміль Свенсон           | Fenrir      | Захист | Незалежний оперативник                   | Швеція                  | Особливий гаджет «F-NATT» - міна з газом, розробленим особисто Свенсоном, який викликає страх. Після встановлення, міна активується дистанційно і під час наближення супротивника, випускає газ, а вдихнувший його оперативник починає кашляти, відчуває страх, і втрачає орієнтацію у просторі. |
| Bo-Ram Choi            | Бо-Рам Чхой             | Ram         | Атака  | 35-ий батальйон спеціального призначення | Південна Корея          | Особливий гаджет «BU-GI» - масивний дрон, який під час їзди, пробиває неукріплені стіни та підлогу. |
| Isaac Nunes Oliveira   | Ісаак Нуньєс Олівейра   | Tubarão     | Захист | DAE                                      | Португалія              | Особливий гаджет «Zoto» - маленька каністра з заморожуючою рідиною, яка при встановленні розповсюджує рідину навколо себе і створює холодну зону, у якій відключається уся електроніка. |
| Gerald Morris          | Джеральд Морріс         | Deimos      | Атака  | Організація найманців Keres Legion       | Сполучені Штати Америки | Особливий гаджет «DeathMARK» - маленький дрон, схожий на гелікоптер, який Деймос випускає задля стеження за конкретним супротивником. Місцезнаходження супротивника відоме лише Деймосу. |

## Критика
| Агрегатор    | Оцінка                                 |
| ------------ | -------------------------------------- |
| GameRankings | (PC) 76.73% (PS4) 76.14% (XONE) 72.67% |
| Metacritic   | (PC) 77/100 (XONE) 74/100 (PS4) 74/100 |

| Видання        | Оцінка   |
| -------------- | -------- |
| Destructoid    | 8/10     |
| Game Informer  | 7/10     |
| GameSpot       | 8/10     |
| GamesRadar+    | [ 17 ]   |
| IGN            | 7.9 / 10 |
| PC Gamer (США) | 90/100   |
| VideoGamer.com | 8/10     |

На момент виходу 1 грудня 2015 року гра отримала в основному схвальні відгуки від західної преси. Серед позитивних моментів критики виділили глибокий стратегічний мультиплеєр, багато цікавих ґаджетів, різноманітність ігрових карт і систему руйнувань. З мінусів, на момент старту гри, відзначали наявність дрібних багів, технічних недоробок (їх виправляють патчами) та косметичні мікротрансакції.

## Оновлення

### Перший рік оновлень (2016)
Перший цикл оновлень був проведений в 2016 році.
- 'Сезон 1, «Operation Black Ice»'  (Операція «Тонкий лід»)  ', лютий 2016'

У першому сезоні, що вийшов 2 лютого 2016 року, в гру додано два нових канадських оперативника і нова карта - «Operation Black Ice». Одночасно вийшов патч 2.0. Перший тиждень нові оперативники будуть доступні лише власникам сезонного пропуску.
Карта «Operation Black Ice» являє собою яхту люкс-класу «Boreal», яка застрягла в морі Баффіна Поруч з нею знаходиться невідомий підводний човен.
- 'Сезон 2, «Operation Dust Line»'  (Операція «Сипучі піски»)  ', травень 2016'

У другому сезоні під назвою «Operation Dust Line» додані двоє оперативників з США і нова карта. Друге сезонне оновлення вийшло в світ 11 травня 2016 року на всіх платформах. У ньому розширили можливість візуальної кастомізації персонажів — додали різні шоломи, камуфляж і значки для зброї.
Було додано карту Dust Line - будівлю митниці в неназваній арабській країні.
- 'Сезон 3, «Operation Skull Rain»'  (Операція «Дощ із черепів»)  ', серпень 2016'

Оновлення Operation Skull Rain вийшло 2 серпня. Як завжди, доповнення принесло в гру нову карту і двох нових оперативників. Розробники поліпшили анімацію, провели роботи по виправленню взаємодії моделей об'єктів, поліпшили систему відеоповторів, прибрали вразливі частини гри і додали антишахрайську систему BattleEye для гравців на PC.
Карта Skull Rain являє собою фавелу в Ріо-де-Жанейро з видом на гору Корковаду і статую Христа.
- 'Сезон 4, «Operation Red Crow»'  (Операція «Червоний ворон»)  ', листопад 2016'

У фінальному оновленні першого року, Operation Red Crow, яке вийшло 17 листопада, були додані два оперативники з Японії і нова карта. Була додані нова можливість кастомізації - вибір забарвлення уніформи. Також була доопрацьована система руйнувань і поліпшений ігровий баланс.
Карта Red Crow - апартаменти якудзи, розташовані в хмарочосі в самому центрі японського міста Нагоя. Карта виконана з поєднанням традиційної азіатської та сучасної архітектури.

### Другий рік оновлень (2017)
На 2017 рік призначений другий цикл оновлень Rainbow Six Siege. У ньому будуть представлені 8 нових оперативників з Іспанії, Гонконгу, Польщі, і Південної Кореї.
- 'Сезон 1, «Operation Velvet Shell»'  (Операція «Оксамитове покриття»)  ', лютий 2017'

У лютому 2017 вийшло перше сезонне оновлення року - Operation Velvet Shell. Воно додало двох нових оперативників з Іспанії - Jackal (Ріяд Рамірес аль-Хассар) та Mira (Олена Марія Альварес).
Карта Velvet Shell являє собою нічний клуб на іспанській Ібіці з цілою низкою барів, і фоном з руїн будівлі XVII століття, які використовувалися під час оборони з боку моря. Тим самим розробники хотіли «поєднати елементи історичної спадщини і сучасності і показати, як популярний нічний клуб може виникнути посеред старого форту».
- 'Сезон 2, «Operation Health»'  (Операція «Оздоровлення»)  ', травень 2017'

Другий сезон, який вийшов 23 травня 2017 року покликаний виправити більшість наявних помилок, а також поліпшити технічну складову гри.Даний сезон є унікальним, тому що не вводить нову карту або оперативників.
- 'Сезон 3, «Operation Blood Orchid»'  (Операція «Кривава орхідея»)  ', вересень 2017'

У третьому сезоні, що вийшов 5 вересня 2017 року, були додані два нових гонконзьких оперативника - Lesion (傷害) і Ying (螢), карта «Луна-парк». А також оперативник з Польщі — Ela (Ела Босак).
Карта Blood Orchid є занедбаний луна-парк в Гонконгу.
- 'Сезон 4, «Operation White Noise»'  (Операція «Білий шум»)  ', грудень 2017'

5 грудня до команди Rainbow приєдналися два нових оперативника з південнокорейського 707-го особливого підрозділу (СП SMB «707»). Разом з ними з'явився і другий оперативник з польського GROM - Зофія Босак. Також в останньому сезоні року відбулися оновлення та виправлення: поліпшився інтерфейс, змінилась механіка польоту гранат і стрільби з пістолета.
Нова карта - оглядова вежа «Мок Мек», що височіє над Сеулом - столицею Південної Кореї

### Третій рік оновлень (2018)
Ubisoft оголосила про продовження  'Tom Clancy's Rainbow Six Siege'  на третій рік. Традиційно, розробники додадуть 4 сезони і представлять 8 оперативників з Росії, Франції, Італії, США, Британії та Марокко. Однак кількість нових карт зменшиться до двох.
- 'Сезон 1, «Operation Chimera»'  (Операція «Химера»)  ', березень 2018' [40]

6 березня в гру додали двох нових оперативників з Росії і Франції. Вони є фахівцями з біологічної зброї. Рік почався з операції нового типу - кооперативного чотиритижневого події «Outbreak» («Викид»), яким розробники хотіли відзначити третій день народження гри. Також в список карт режиму матчмейкінг були повернуті карти «Яхта» і «Фавела», які були прибрані після початку операції «Кривава орхідея».
- 'Сезон 2, «Operation Para Bellum»'  (Операція «Готуйся до війни»)  ', червень 2018'

7 червня в гру додали двох нових оперативників з італійського підрозділу G.I.S - Алібі та Маестро та карту «Вілла», що представляє з себе розкішну італійську віллу злочинної організації.
- 'Сезон 3, «Operation Grim Sky»'  (Операція «Похмуре небо»)  ', вересень 2018'

4 вересня в гру додали двох нових оперативників з Великої Британії і США. Вони є фахівцями з тактики і контролю натовпу. Була представлена оновлена версія карти «База Херефорд». Так само значно була перероблена віддача у всієї вогнепальної зброї у грі.
- 'Сезон 4, «Operation Wind Bastion»'  (Операція «Вторинний бастіон»)  ', грудень 2018'

У грудні 2018 року в гру було додано двох нових оперативників з Королівської жандармерії Марокко і карта «Фортеця», що представляє із себе старовинну фортецю на півдні Марокко.

### Четвертий рік оновлень (2019)
- 'Сезон 1, «Operation Burnt Horizon»'  (Операція «Згорілий горизонт»)  ', березень 2019'

В березні 2019 року в гру було додано двох нових оперативників з Полку спеціального повітряного обслуговування Австралії і карта «Глибинка», що представляє покинуту станцію біля покинутого шосе в Австралії.
- 'Сезон 2, «Operation Phantom Sight»'  (Операція «Примарний погляд»)  ', червень 2019'

В червні 2019 року в гру було додано двох нових оперативників, Одного - з Секретної служби США, іншого - з Єгерського корпусу Данії. Також було здійснено переопрацювання карти «Кафе «Достоєвський»».
- 'Сезон 3, «Operation Ember Rise'  (Операція «Згасання»)  ', вересень 2019'

В вересні 2019 року в гру було додано двох нових оперативників, Одного - з воєнізованої організації по боротьбі з археологічними пограбуваннями в Перу (APCA), іншого - з Корпусу спеціальних операцій Мексики (FES). Також було здійснено переопрацювання карти «Канал».
- 'Сезон 4, «Operation Shifting Tides'  (Операція «Зміна припливів»)  ', грудень 2019'

В грудні 2019 року в гру було додано двох нових оперативників з приватної воєнізованої організації «NIGHTHAVEN» - з Індії та Кенії. Також було здійснено переопрацювання карти «Луна-парк».

### П'ятий рік оновлень (2020)
- 'Сезон 1, «Operation Void Edge'  (Операція «Порожній край»)  ', березень 2020'

В березні 2020 року в гру було додано двох нових оперативників. Одного - з організації космічного розвитку з Нідерландів (REU), іншого - незалежного оперативника з Йорданії, який неофіційно входить до Королівської жандармерії Марокко. Також було здійснено переопрацювання карти «Орегон».

## Нагороди
| Рік  | Нагорода                          | Категорія                                       | Результат  |
| ---- | --------------------------------- | ----------------------------------------------- | ---------- |
| 2014 | Game Critics Awards               | Найкраща гра виставки                           | Номінована |
| 2014 | Game Critics Awards               | Найкраща ПК-гра                                 | Виграла    |
| 2014 | Game Critics Awards               | Найкраща гра в жанрі "Екшн"                     | Номінована |
| 2014 | Game Critics Awards               | Найкраща багатокористувацька онлайн гра         | Номінована |
| 2015 | Game Critics Awards               | Найкраща ПК-гра                                 | Номінована |
| 2015 | Game Critics Awards               | Найкраща гра в жанрі "Екшн"                     | Номінована |
| 2015 | Game Critics Awards               | Найкраща багатокористувацька гра в жанрі "Екшн" | Номінована |
| 2015 | Gamescom 2015                     | Найкраща багатокористувацька онлайн гра         | Номінована |
| 2016 | Golden Joystick Awards 2016       | Найкраща багатокористувацька гра                | Номінована |
| 2016 | The Game Awards 2016              | Найкраща багатокористувацька гра                | Номінована |
| 2017 | Golden Joystick Awards 2017       | Кіберспортивна гра року                         | Номінована |
| 2017 | The Game Awards 2017              | Найбільше обіцяюча гра                          | Номінована |
| 2018 | 14th British Academy Games Awards | Прогресуюча гра                                 | Номінована |
| 2018 | Game Critics Awards               | Найбільше обіцяюча гра                          | Номінована |
| 2018 | Golden Joystick Awards 2018       | Гра перевірена часом                            | Номінована |
| 2018 | Golden Joystick Awards 2018       | Кіберспортивна гра року                         | Номінована |

## Tom Clancy's Rainbow Six Pro League
Компанія Ubisoft спільно з командою Xbox за підтримки  кіберспортивної організації ESL оголосила про старт кіберспортивної ліги Rainbow Six Pro League з призовим фондом 100 000 доларів США. Відкриття прем'єрного сезону відбудеться 4 березня на чемпіонаті Intel Extreme Masters в польському місті Катовиці. З 7 лютого Ubisoft спільно з ESL розпочинає проведення щотижневих турнірів для всіх бажаючих гравців. Кращі команди місяця зможуть взяти участь в Rainbow Six Pro League.